# Vizinga
Vizinga (oroszul: Визинга, komi nyelven Визин) falu Oroszországban, Komiföldön, a Sziszolai járás székhelye.
Lakossága: 6810 fő (a 2010. évi népszámláláskor).

## Fekvése
Komiföld délnyugati részén, Sziktivkartól 86 km-re délnyugatra, a Nagy-Vizinga (a Sziszola mellékfolyója) mindkét partján helyezkedik el. A falun vezet át a Sziktivkart Kirovval összekötő „Vjatka” nevű R176-os főút. Itt ágazik le a Sziszola völgyén át Kojgorodok járási székhely felé vezető országút.

## Története
Írott forrás 1585-ben említi először, ekkor két fatemploma és három udvara (portája) volt, ahol egyházi személyek laktak. Vizinga körzetében a 18-19. században vasércet bányásztak. Első kőépítésű templomát 1824-ben emelték. 
1929-ben az akkor alapított Sziszolai járás székhelye lett. Közelében létesítették 1930-ban Komiföld első falusi vízierőművét, két évvel később pedig a köztársaság első gép- (traktor-) állomását. 
A Nagy-Vizingán az 1980-as években építették a vasbeton hidat, mely a település két része között a korábbinál biztonságosabb összeköttetést teremtett.

## Népesség
- 2002-ben 7 085 lakosa volt, melynek 67%-a komi és 30%-a orosz.
- 2010-ben 6 810 lakosa volt.